# Lethe callipteris
Lethe callipteris är en fjärilsart som beskrevs av Butler 1877. Lethe callipteris ingår i släktet Lethe och familjen praktfjärilar. Inga underarter finns listade i Catalogue of Life.